# Morochata
Morochata è un comune (municipio in spagnolo) della Bolivia nella provincia di Ayopaya (dipartimento di Cochabamba) con 41.150 abitanti (dato 2010).

## Cantoni
Il comune è suddiviso in 4 cantoni:
- Chinchiri
- Pucarani
- Punacachi
- Yayani